# Margaret Kipkemboi
Margaret Chelimo Kipkemboi (9 de febrero de 1993) es una deportista keniana que compite en atletismo, especialista en las carreras de fondo y de campo a través.
Ganó dos medallas en el Campeonato Mundial de Atletismo, plata en el 2019 y bronce en 2022, y una medalla de plata en el Campeonato Mundial de Atletismo en Ruta de 2023. Además, obtuvo dos medallas en el Campeonato Mundial de Campo a Través de 2024.

## Palmarés internacional
| Campeonato Mundial         | Campeonato Mundial      | Campeonato Mundial | Campeonato Mundial |
| Año                        | Lugar                   | Medalla            | Prueba             |
| -------------------------- | ----------------------- | ------------------ | ------------------ |
| 2019                       | Doha (Catar)            | Medalla de plata   | 5000 m             |
| 2022                       | Eugene (Estados Unidos) | Medalla de bronce  | 10 000 m           |
| Campeonato Mundial en Ruta |                         |                    |                    |
| Año                        | Lugar                   | Medalla            | Prueba             |
| 2023                       | Riga (Letonia)          | Medalla de plata   | Media maratón      |

| Campeonato Mundial | Campeonato Mundial | Campeonato Mundial | Campeonato Mundial |
| Año                | Lugar              | Medalla            | Prueba             |
| ------------------ | ------------------ | ------------------ | ------------------ |
| 2024               | Belgrado (Serbia)  | Medalla de oro     | Equipo             |
| 2024               | Belgrado (Serbia)  | Medalla de bronce  | Individual         |